# Ladislav Škantár
Ladislav Škantár (11 février 1983 à Kežmarok en Tchécoslovaquie) est un céiste slovaque pratiquant le slalom.

## Biographie
Il pratique le canoë biplace avec son cousin Peter Škantár.

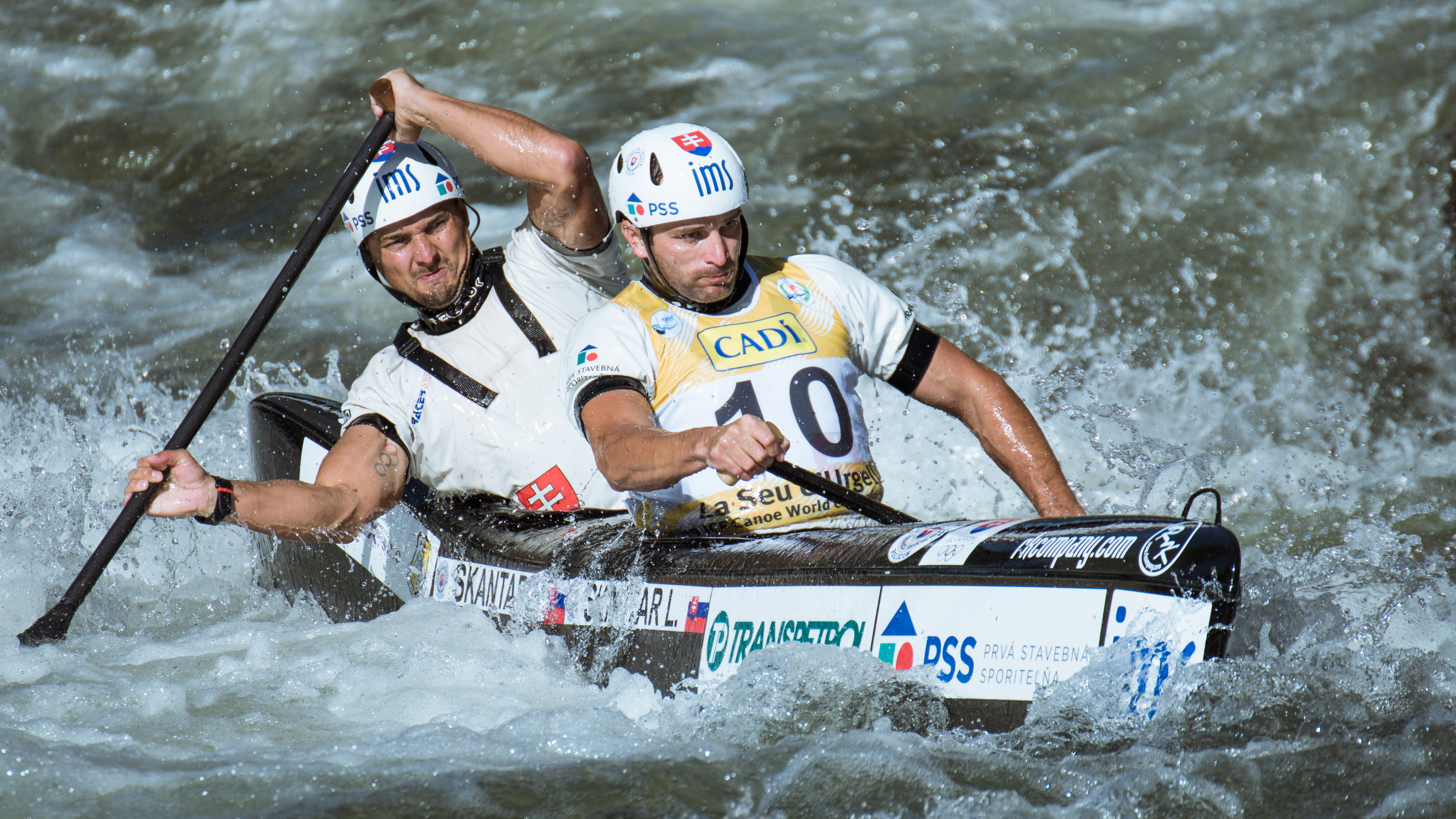
Ladislav Škantár durant les Championnats du monde de descente 2019.

## Palmarès

### Jeux olympiques
- 2016 à Rio de Janeiro,  Brésil
  -  Médaille d'or en C2 slalom

### Championnats du monde de canoë-kayak slalom
- 2007 à Foz do Iguaçu,  Brésil
  -  Médaille de bronze en relais 3xC2
- 2009 à La Seu d'Urgell,  Espagne
  -  Médaille d'argent en C2
  -  Médaille d'or en relais 3xC2
- 2013 à Prague,  Tchéquie
  -  Médaille de bronze en C2
  -  Médaille d'argent en relais 3xC2

### Championnats d'Europe de canoë-kayak slalom
- 2004 à Skopje,  Macédoine
  -  Médaille de bronze en C2
- 2005 à Tacen,  Slovénie
  -  Médaille d'or en relais 3xC2
  -  Médaille d'argent en C2
- 2007 à Liptovský Mikuláš,  Slovaquie
  -  Médaille d'or en C2
- 2008 à Cracovie  Pologne
  -  Médaille de bronze en relais 3xC2
  -  Médaille d'argent en C2
- 2010 à Čunovo,  Slovaquie
  -  Médaille d'or en relais 3xC2
  -  Médaille d'or en C2